# Bertil Karlsson
Bertil Karlsson (13 giugno 1899 – 4 marzo 1976) è stato un calciatore svedese, di ruolo attaccante.

## Palmarès

### Club

#### Competizioni nazionali
- Campionato svedese: 1

Eskilstuna: 1921
- Svenska Mästerskapet: 1

Eskilstuna: 1921